# Wardak

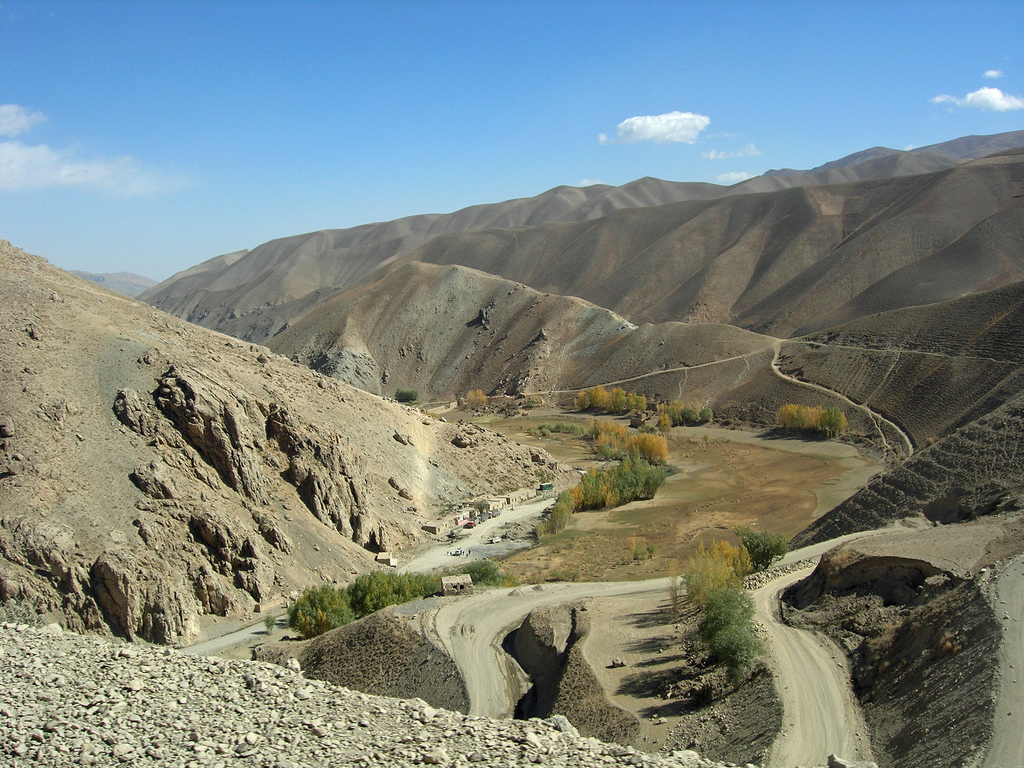
Vägen mellan Kabul och Bamiyan

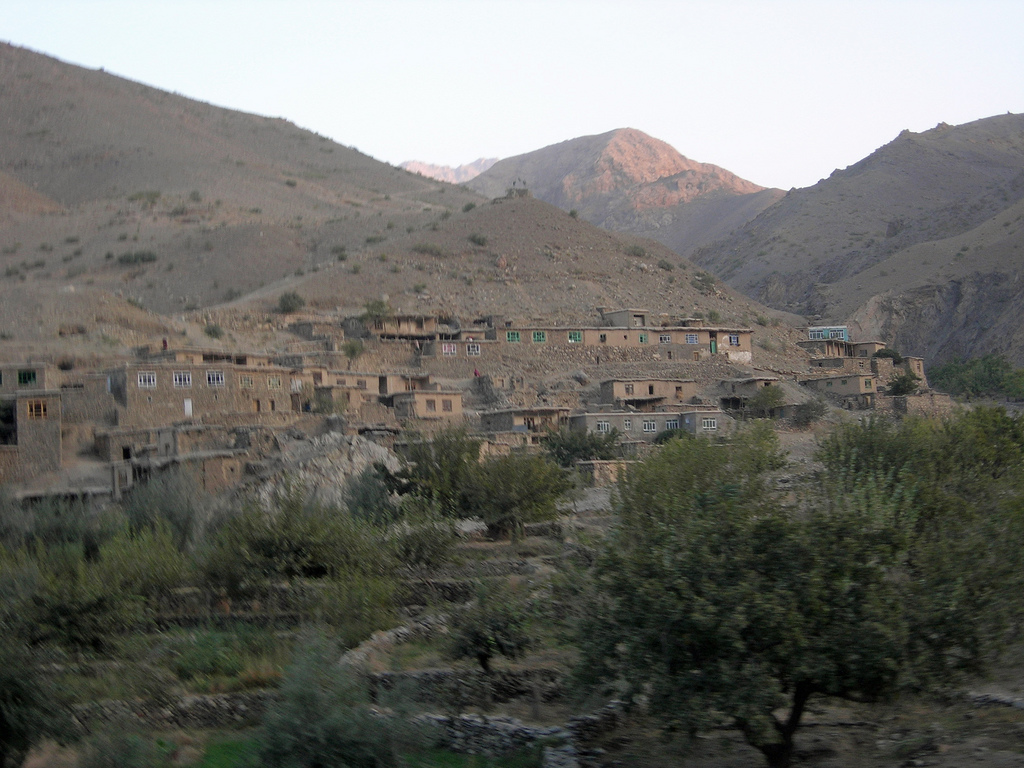
By i Wardak

Wardak (pashto: وردګ; persiska: وردک), även kallad Maydan Wardak (persiska: میدان وردک), är en av Afghanistans 34 provinser, (wilayat).  Den ligger i den bergiga centrala delen av landet. Dess huvudort är Maydan Shahr. Provinsen hade år 2012 ungefär 568 000 invånare och en yta på 8 938 km². Delar av Wardak ingår i det etniskt definierade området Hazarajat, med en huvudsaklig befolkning av hazarer.
Wardak gränsar till provinserna Ghazni i söder, Bamiyan i väster, Parwan i nordöst, Kabul och Logar i öst.
Provinsens två distrikt med namnet Behsud är sedan slutet på 1800-talet platsen för våldsamma konflikter mellan bofasta jordbrukare från folkgruppen hazarer och nomadiserande boskapsskötare från kuchifolket. Båda grupperna har en svag socio-ekonomisk ställning i Afghanistan och är för sin försörjning beroende av att kunna använda samma mark och vatten, men för olika ändamål. Konflikten innefattar även kulturella och religiösa aspekter, eftersom hazara i regel är shiamuslimer medan kuchi är sunnimuslimer.

## Administrativ indelning
Provinsen är indelad i 9 distrikt.
- Chak-e Wardak
- Daymirdad
- Hesa-ye Awal-e Behsud
- Jaghatu
- Jalrez
- Markaz-e Behsud
- Maydan Shahr
- Nirkh
- Sayyid Abad